# Hispophora amica
Hispophora amica är en fjärilsart som beskrevs av Louis Beethoven Prout 1915. Hispophora amica ingår i släktet Hispophora och familjen mätare. Inga underarter finns listade i Catalogue of Life.